# Агешин, Борис Дмитриевич
Борис Дмитриевич Агешин (16 февраля 1940, Ленинград — 25 апреля 2018, Санкт-Петербург) — советский и российский профессиональный мим, классик российской пантомимы. Заслуженный артист России (5 августа 1995).

## Биография
Борис Агешин родился 16 февраля 1940 года в Ленинграде.
Занимался в Студии пантомимы при Дворце культуры имени Ленсовета. Освоив азы циркового мастерства под руководством Р. Е. Славского, выступал в Ленинграде на различных площадках.
Затем в конце 1950-х в течение 3 лет работал в Московском мюзик-холле.
Вернувшись в Ленинград, на протяжении 17 лет работал в ансамбле «Дружба». В одно время там работал с Э. Пьехой и А. Броневицким, а затем выступал в «Ленконцерте». Регулярно гастролировал с сольными номерами по России.
В 1980 году был приглашён в театр «Эксперимент», либо «Экспериментъ», где особенно ярко проявил свой талант в спектакле «Мим».
Ушёл из жизни 25 апреля 2018 года в Санкт-Петербурге в возрасте 78 лет. Церемония прощания прошла 29 апреля в Доме Кочневой в Санкт-Петербурге. Похоронен на Серафимовском кладбище.

## Личная жизнь
Борис Агешин и Татьяна Пилецкая были в браке с 1978 года до его смерти в 2018 году.
Дважды был женат.
О первой жене нет информации.

## Фильмография
- Улицы разбитых фонарей-2, 20-я серия — Игнатьев, капитан госбезопасности, бывший сослуживец потерпевшего Лагутина (1999)

### Участие в фильме
- Жил-был артист… (документальный), (1992)

## Звания и награды
- Заслуженный артист Российской Федерации (5 августа 1995)[1]